# Xã German, Quận Vanderburgh, Indiana
Xã German (tiếng Anh: German Township) là một xã thuộc quận Vanderburgh, tiểu bang Indiana, Hoa Kỳ. Năm 2010, dân số của xã này là 7.441 người.